# جابریه، ادلب
جابریه (به عربی: الجابریة) یک روستا در سوریه است که در ناحیه سنجار واقع شده‌است. جابریه ۹۱۹ نفر جمعیت دارد.